# Jamie Baulch
James Steven „Jamie” Baulch (* 3. května 1973 Nottingham) je bývalý britský atlet, sprinter, dvojnásobný halový mistr světa v běhu na 400 metrů.
Největších úspěchů dosáhl v běhu na 400 metrů. Na halovém mistrovství světa v roce 1997 doběhl druhý, v letech 1999 v této disciplíně zvítězil, v roce 2003 doběhl třetí. Ještě více medailí nasbíral jako člen britské štafety na 4 × 400 metrů. Na olympiádě v Atlantě v roce 1996 získal stříbrnou medaili (britská štafeta přitom vytvořila evropský rekord 2:56.60). Další stříbro získal na mistrovství světa v Athénách o rok později. Byl rovněž členem vítězné britské štafety na 4 × 400 metrů na evropských šampionátech v letech 1998 a 2002.